# Besançon
Besançon is een stad en gemeente in het oosten van Frankrijk, in de regio Bourgogne-Franche-Comté. De gemeente telde 120.057 inwoners op 1 januari 2022. Het is de hoofdstad van de voormalige regio Franche-Comté en van het departement Doubs (25). Besançon ligt aan de rand van het Juragebergte en op nog geen zestig kilometer van Zwitserland.
Het historisch gedeelte van de stad bevindt zich op een goed verdedigbaar schiereiland, gevormd door een meander in de rivier de Doubs. Boven op de landverbinding van het schiereiland, hoog boven de Doubs staat de Citadel van Besançon. Deze citadel is een van de door Vauban gebouwde vestingswerken. De vestingwerken van Besançon staan sinds 2008 op de Werelderfgoedlijst.
Het was de bakermat van de Franse uurwerken en de economie is nu gericht op micromechanica, microtechnologie en biomedische technologie. Het is de zetel van de Universiteit van Franche-Comté, opgericht in 1423 en die elk jaar bijna 30.000 studenten verwelkomt.
De Nederlandse koning Willem-Alexander draagt de erfelijke titel heer van Besançon, maar dat is alleen ceremonieel.

## Geschiedenis

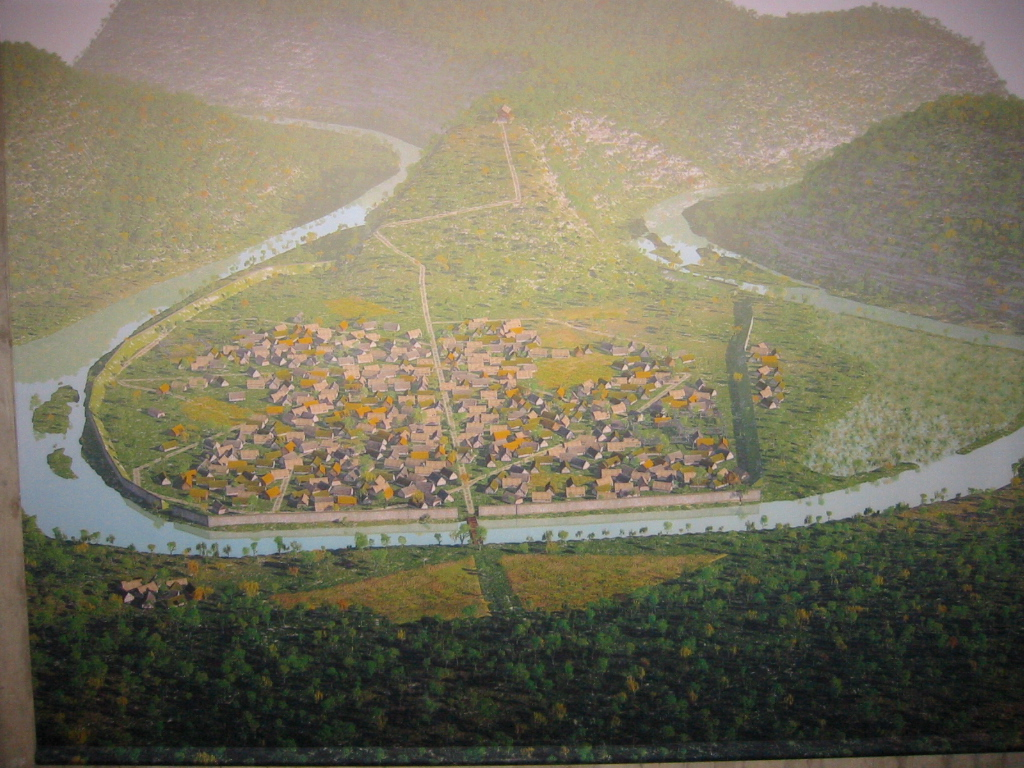
Maquette van het Gallische Besançon in de bocht van de Doubs

### Romeinse tijd
Besançon wordt als Vesontio vermeld in de Commentarii de bello Gallico van Julius Caesar. Het was een oppidum van het Gallische volk van de Sequani. In 58 v.Chr. werd de plaats ingenomen door Julius Caesar. Reeds in de vierde eeuw was het de zetel van een bisdom en werd een kathedraal gebouwd. Uit de Romeinse periode zijn diverse overblijfselen bewaard gebleven, zoals de Porte Noire, resten van een theater en een aquaduct.
De naam van de stad veranderde later in Bisontio of Bisantio; de inwoners heten anno 2022 nog steeds Bisontins. Op de grens van het Franse en Duitse taalgebied werd dit Bisanz in het Duits en Besançon in het Frans.

### Middeleeuwen
Na het Verdrag van Verdun in 843 kwam het gebied in het koninkrijk Lotharingen te liggen. In het midden van de tiende eeuw werden de grafelijke rechten van Bourgondië hier door een vicegraaf uitgeoefend. Besançon kwam met het koninkrijk Bourgondië in 1032/34 bij het Heilige Roomse Rijk.  Tijdens de strijd om het koninkrijk Bourgondië ondersteunde Hugo van Salins, aartsbisschop van Besançon, de aanspraken van de koningen van Duitsland, terwijl de graaf van Bourgondië de andere pretendent, Odo II van Blois ondersteunde. Keizer Hendrik III benoemde aartsbisschop Hugo van Salins in 1041 tot kanselier van het koninkrijk Bourgondië. Dit stelde de aartsbisschop in staat zijn macht binnen de stad sterk te vergroten. De aartsbisschop werd heer van de stad en daarmee onafhankelijk van de graven van Bourgondië. De aartsbisschop bezat de tol-, markt- en muntrechten en het gerecht over de stad. Paus Leo IX bevestigde in 1049 tijdens zijn verblijf in de stad de rechten van de aartsbisschop. Hugo van Salins werd zo de eerste graaf-aartsbisschop.
Na het bezoek van keizer Frederik I in 1153 nam de invloed van de keizers in stad toe. De keizers steunden de aartsbisschoppen tegen de naar meer vrijheid strevende burgers. Sinds 1249 was er enig burgerlijk zelfbestuur. In 1258 werd er een stedelijke gemeente gevormd met steun van de heren van Chalon. De strijd tussen de aartsbisschop en de stad duurde echter voort tot in de 15e eeuw en was o.a. een thema op het concilie van Bazel.
Tijdens een conflict tussen koning Rudolf I en graaf Otto IV van Bourgondië wist de stad in 1290 rijksvrij te worden. Vanaf 1307 was de stad als vrije rijksstad reichsunmittelbar.
Omdat de heren van Chalon sinds 1294 het vicegraafschap en het schoutambt als erfelijk aartsbisschoppelijk leen behielden, hadden zij grote invloed op het bestuur. De bevestiging van de stedelijke rechten door keizer Karel IV in 1364 maakte geen einde aan de macht van de Chalons. Omstreeks 1380 verdrongen de graven van Bourgondië de Chalons uit hun positie. In 1407-1409 probeerde hertog Jan zonder Vrees van Bourgondië de aartsbisschoppelijke regaliën-rechten in de stad over te nemen en zo de stad te annexeren. De aartsbisschop verhinderde deze poging en in 1422 restitueerde hertog Filips de Goede de regaliënrechten. In 1434 verleende Sigismund de stad het halsgerecht. Er waren nu drie gelijkwaardige concurrerende gerechten: het regaliën-gerecht, het vicegrafelijke gerecht en het meiergerecht. De Vrede van Senlis van 1493 verbond de stad weer met het Heilige Roomse Rijk. Pas nu was de stad echt een onafhankelijke rijksstad.

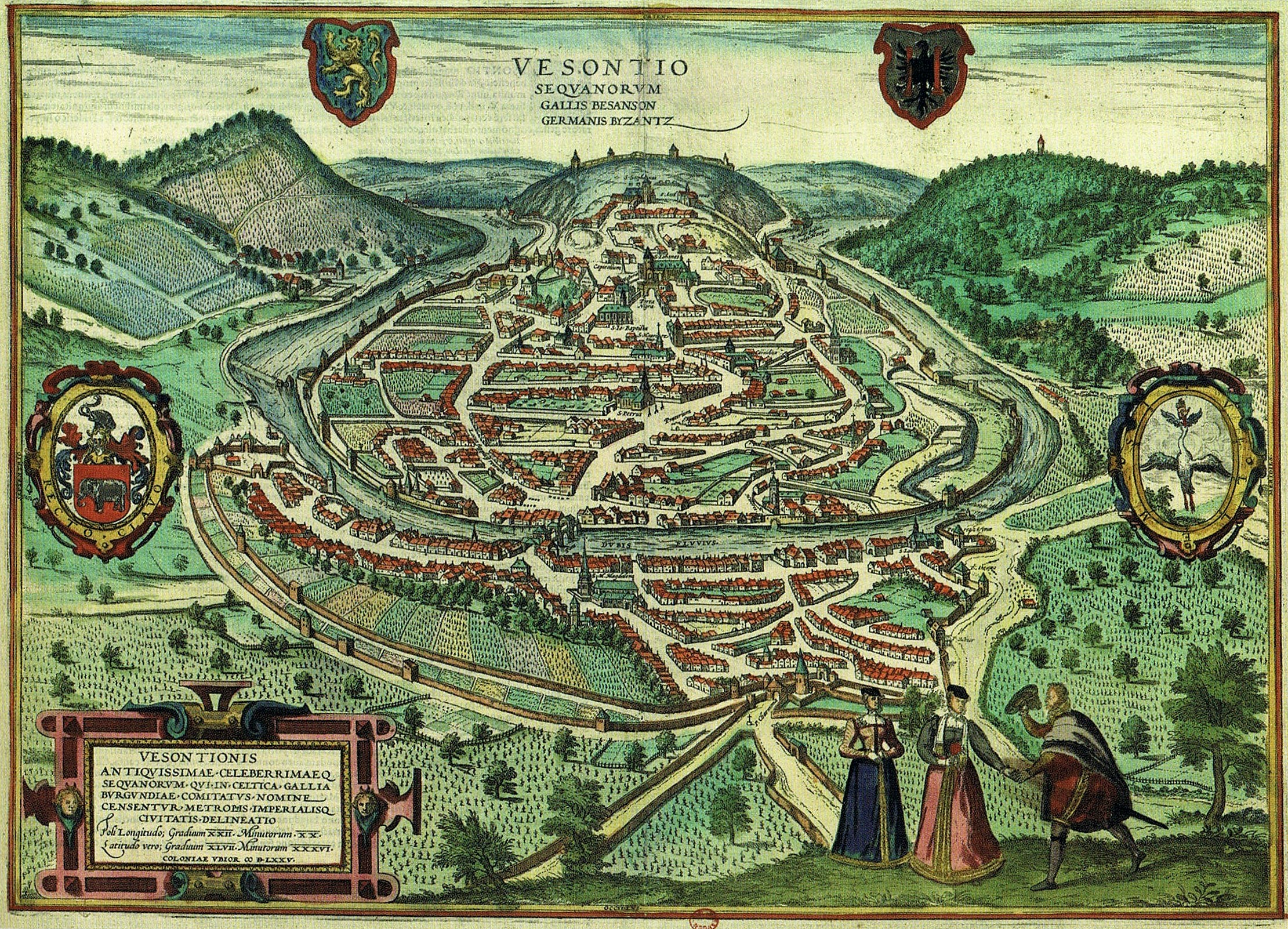
Gezicht op Besançon
(1575), Pierre d'Argent

### Vroegmoderne tijd
Van 1477 tot 1674 bleef Besançon onder gezag van de Habsburgers. In 1653 stond de keizer zijn rijksstad Besançon af aan de koning van Spanje in ruil voor het sinds de Dertigjarige Oorlog door Spanje bezette Frankenthal. Op dat moment behoorden de Zuidelijke Nederlanden met het vrijgraafschap Bourgondië aan Spanje, zodat de stad werd ingelijfd bij het vrijgraafschap Bourgondië. In 1668 werd zij een eerste keer door de Franse koning Lodewijk XIV veroverd maar kwam kort nadien door de Vrede van Aken (1668) weer in Spaanse handen. In 1674 kwam de stad in Franse handen. Koning Lodewijk XIV gaf aan Vauban de opdracht om de stad te versterken. Bij de Vrede van Nijmegen (1678)  kwam de stad met het hele Franche-Comté permanent bij Frankrijk.
Besançon was tevens een tot de Boven-Rijnse Kreits behorend aartsbisdom binnen het Heilige Roomse Rijk. De aartsbisschop van Besançon rijksvorst en behield hij een persoonlijke stem in de rijksvorstenraad (zie lijst van leden van de Rijksdag (1792)).

### Moderne tijd
Tot de 19e eeuw was de wijnbouw en -handel de voornaamste economische activiteit. In 1793 bracht de Zwitser Laurent Mégevand de horlogenijverheid naar Besançon. Dit werd al snel een belangrijke economische activiteit en in 1862 werd een vakschool geopend, de École d’Horlogerie. Tot het midden van de 19e eeuw bleven nijverheid en handel binnen de stadsmuren. Met de bouw van het treinstation in 1856 verschoof de economische activiteit buiten de oude stad. Aan het einde van de 19e eeuw kwam er een tramnetwerk. Na de Eerste Wereldoorlog was er een grote woningnood en werd een deel van de versterkingen rond de stad afgebroken en kwamen er nieuwe woonwijken. Vanaf de jaren 1960 verschenen er ook torenflats in de buitenwijken. Tegelijk kwam er aandacht voor het patrimonium en een gebied van 268 ha, het oude stadscentrum, kreeg wettelijke bescherming.

## Geografie
Besançon ligt in het oosten van Frankrijk, ongeveer 60 kilometer van de grens met Zwitserland. De stad ligt aan de oevers van de rivier de Doubs.De oppervlakte van Besançon bedroeg op 1 januari 2022 65,05 vierkante kilometer; de bevolkingsdichtheid was toen 1.845,6 inwoners per km².
De onderstaande kaart toont de ligging van Besançon met de belangrijkste infrastructuur en aangrenzende gemeenten.

### Topografie
De stad Besançon ontwikkelde zich voor het eerst in een belangrijke meander van de Doubs met een diameter van bijna een kilometer, op een hoogte van ongeveer 250 meter. Deze meander, die de vorm heeft van een bijna perfecte lus, is afgesloten en wordt overzien door de Mont Saint-Étienne. Daarna breidde de stad zich uit in een bekken omgeven door zeven heuvels: Chaudanne (422 m), Bregille (458 m), Saint-Étienne (371 m), Roche d'Or (316 m), Planoise (490 m), Rosemont (466 m) en Fort-Benoit (360 m). Het hoogste punt van de stad (620 m) bevindt zich bij Fort Chailluz (ook bekend als Fort de la Dame Blanche), op de top van de Avant-Monts.

### Klimaat
| Maand                  | jan  | feb  | mrt  | apr  | mei   | jun  | jul  | aug  | sep   | okt   | nov   | dec   | Jaar  |
| ---------------------- | ---- | ---- | ---- | ---- | ----- | ---- | ---- | ---- | ----- | ----- | ----- | ----- | ----- |
| Gemiddeld maximum (°C) | 5,8  | 7,6  | 12,1 | 16,1 | 19,9  | 23,6 | 25,7 | 25,5 | 21    | 16,1  | 10    | 6,4   | 15,8  |
| Gemiddeld minimum (°C) | 0,1  | 0,2  | 3    | 5,6  | 9,4   | 12,9 | 14,7 | 14,5 | 11,1  | 7,7   | 3,5   | 0,9   | 7     |
|                        |      |      |      |      |       |      |      |      |       |       |       |       |       |
| Neerslag (mm)          | 89,7 | 81,2 | 85   | 86,6 | 107,9 | 97,5 | 88,8 | 96,1 | 100,7 | 111,7 | 106,5 | 105,3 | 1.157 |
| Bron: Météo-France     |      |      |      |      |       |      |      |      |       |       |       |       |       |

### Stadsindeling
Besançon is ingedeeld in 14 wijken :
| - Centre / Saint-Jean - Chapelle des Buis - Battant - Bregille - Vaites - Clairs-Soleils - Velotte - Butte - Grette - Chaprais - Cras | - Orchamps - Combe Saragosse - Tilleroyes - Montrapon - Montboucons - Planoise - Châteaufarine - Saint-Claude - Torcols - Saint-Ferjeux - Rosemont - Chailluz |

## Politiek

### Stadsbestuur
De gemeenteraad van Besançon bestaat uit 55 leden. Sinds 2020 is Anne Vignot (Europe Écologie-Les Verts) de burgemeester van Besançon. Ze is de eerste vrouw en de eerste ecologiste die deze functie bekleedt.

### Stedenbanden
Besançon is een stedenband met 14 steden:
- Huddersfield (Verenigd Koninkrijk), sinds 1955
- Freiburg im Breisgau (Duitsland), sinds 1959
- Pavia (Italië), sinds 1964
- Hadera (Israël), sinds 1964
- Neuchâtel (Zwitserland), sinds 1975

- Douroula (Burkina Faso), sinds 1985
- Kuopio (Finland), sinds 1986
- Man (Ivoorkust), sinds 1991
- Tver (Rusland), sinds 1996
- Bistriţa (Roemenië), sinds 1997

- Bielsko-Biała (Polen), sinds 2000
- Charlottesville (Verenigde Staten), sinds 2006
- Aqabat Jabr (Palestina), sinds 2010
- Matsumae (Japan), sinds 2011

## Cultuur

### Bouwkundig erfgoed

#### Romeinse bouwwerken
- Porte Noire, triomfboog gebouwd tijdens het bewind van Marcus Aurelius in de 2e eeuw.
- Square Castan, klein park met archeologische overblijfselen uit de 2e of 3e eeuw, waaronder acht Korinthische zuilen.
- overblijfselen van de arena van Vesontio, er zijn slechts een paar trappen en funderingen ontdekt, de stenen werden in de middeleeuwen op grote schaal gebruikt voor de constructie van andere gebouwen.

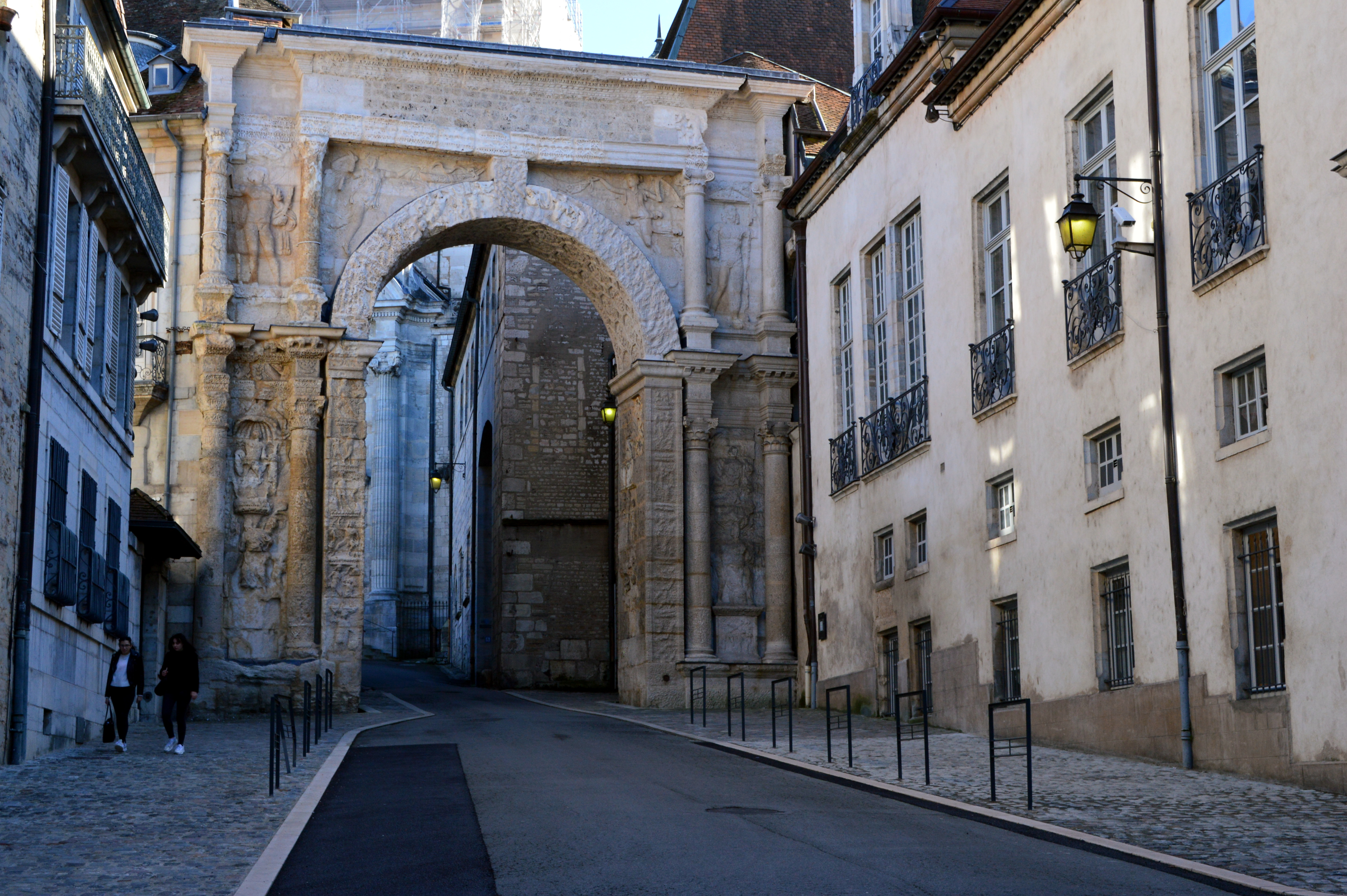
Porte Noire
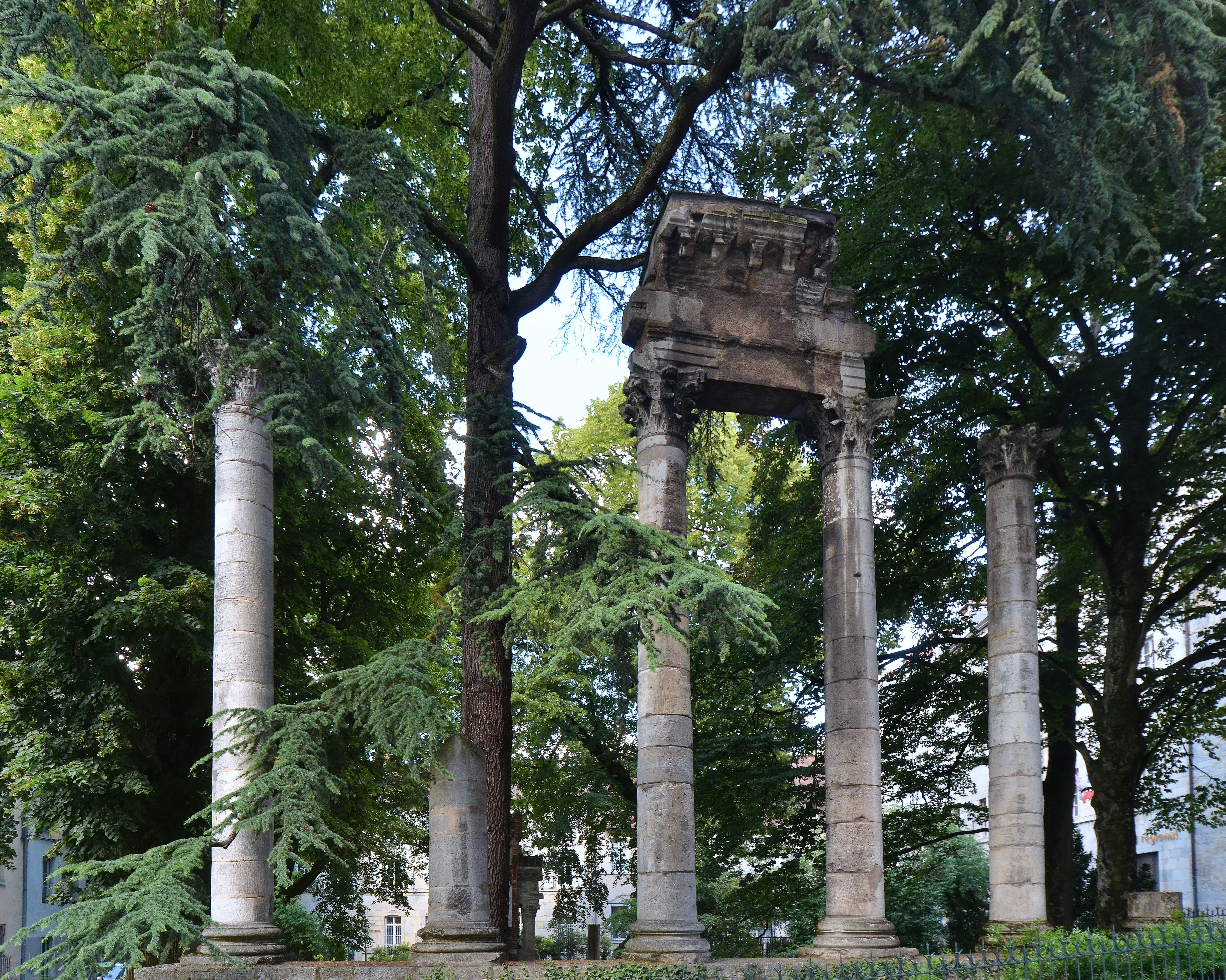
Square Castan
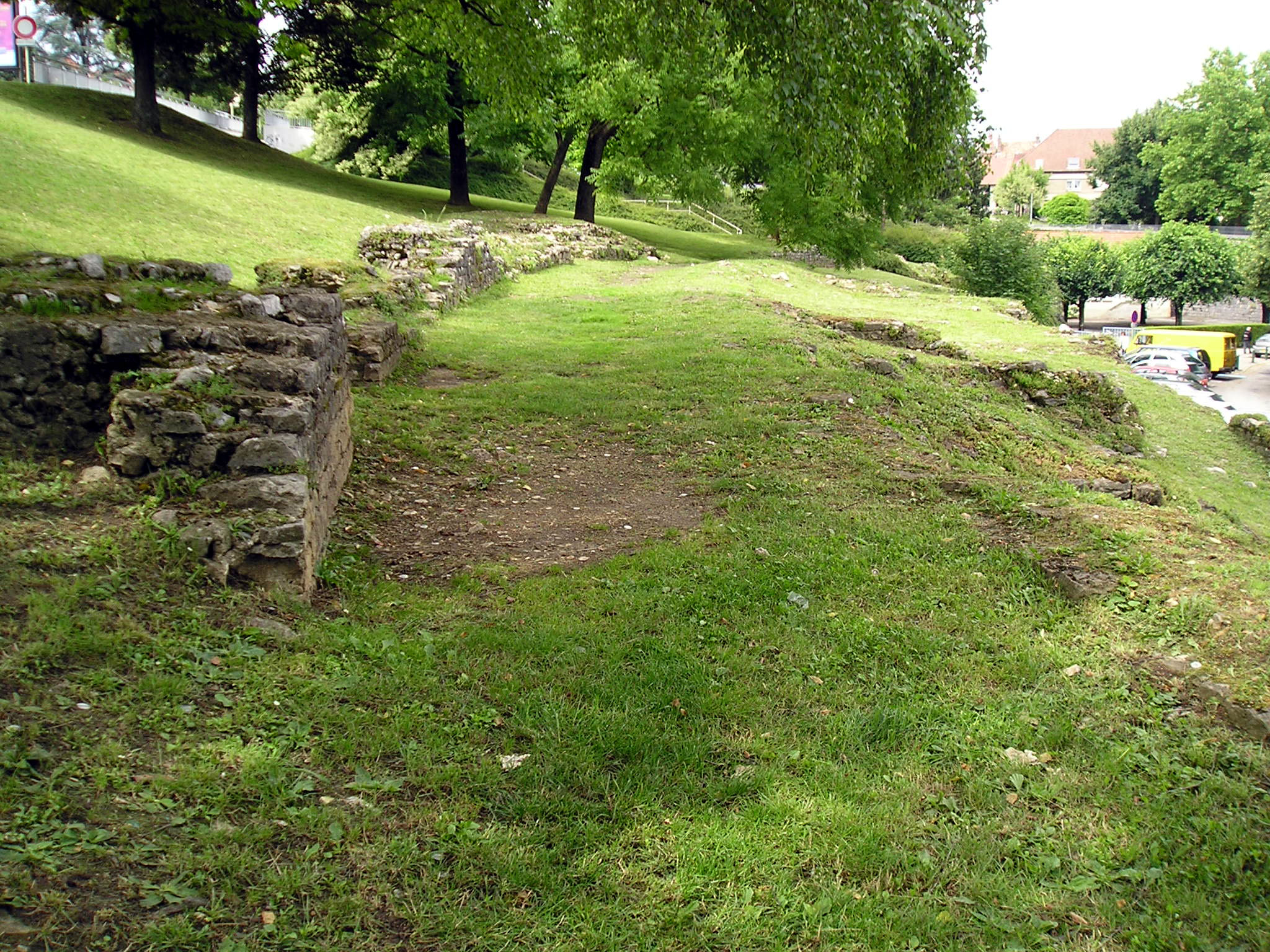
Overblijfselen van de arena van Vesontio

#### Vestingwerken en militaire bouwwerken

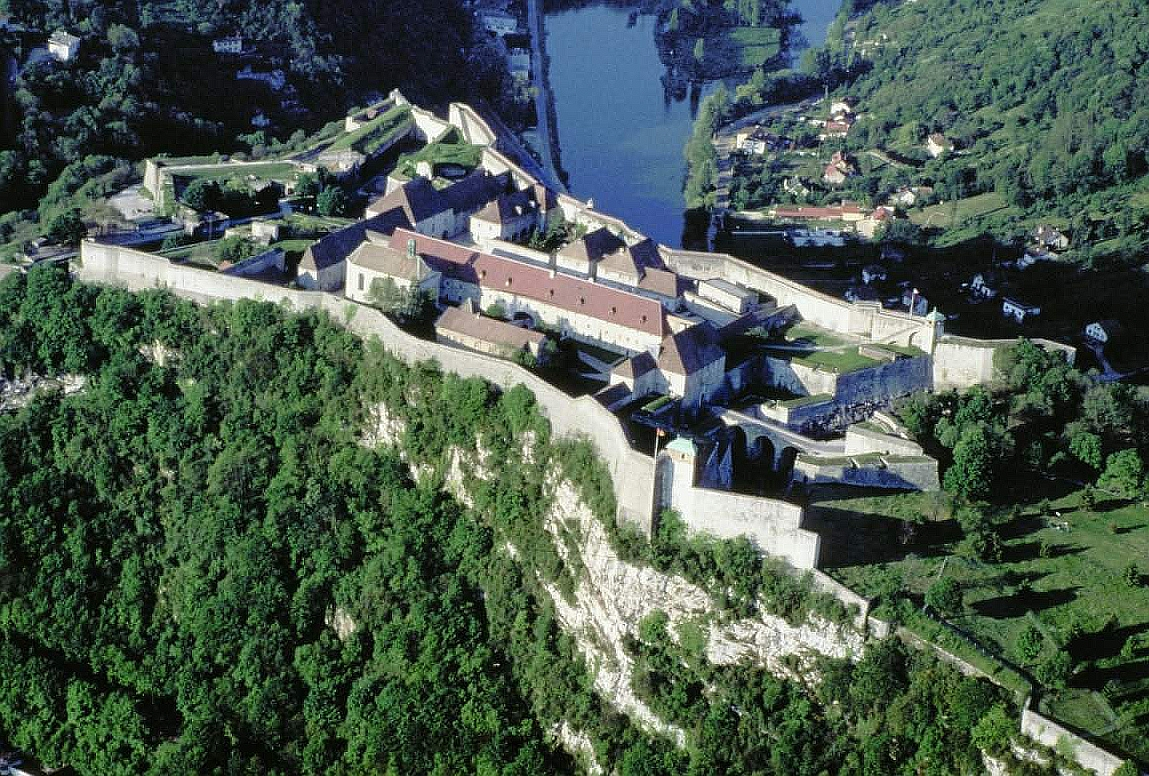
Citadel

Bezienswaardigheden in de stad zijn onder meer deze citadel, die op de lijst van het Werelderfgoed staat, en de Naast de citadel zijn er ook versterkingen in de historische stad (Tour des Cordeliers, Tour de Chamars, Tour Notre-Dame en Tour Rivotte) en kleine forten rond de stad (Fort Griffon, Fort du Petit-Chaudanne, Fort de Chaudanne, Fort de Trois-Châtels, Fort Brégille en Fort Beauregard).

#### Religieuze bouwwerken
Het belangrijkste religieuze monument is de Sint-Janskathedraal. Andere historische kerken zijn de Église Saint-Maurice en de Église Sainte-Madeleine (in de wijk Battant, uit de 18e eeuw) en de Sint-Pieterskerk.
De synagoge van Besançon is gebouwd van 1867 tot 1870 en heeft Neomoorse architectuur.

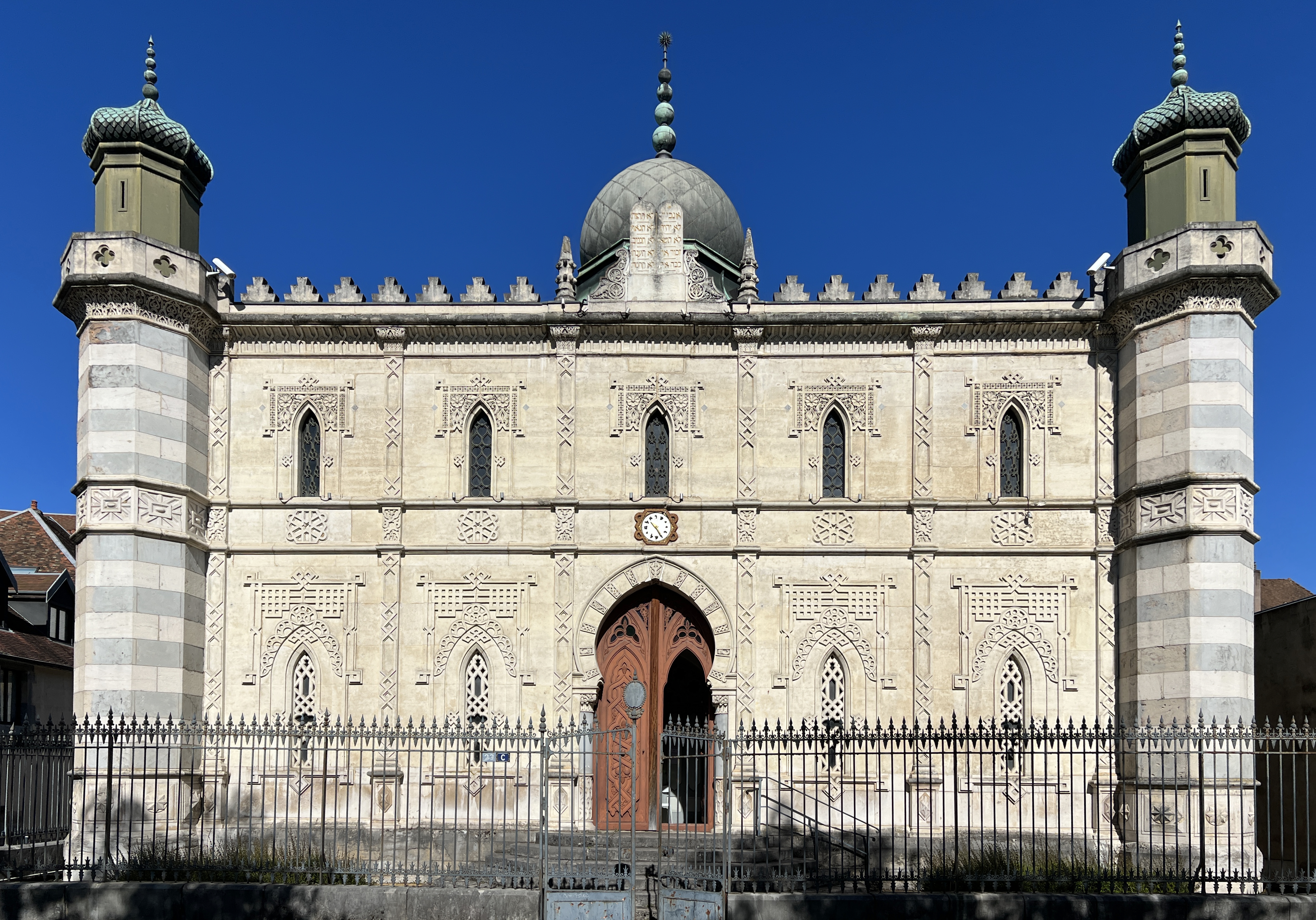
Synagoge
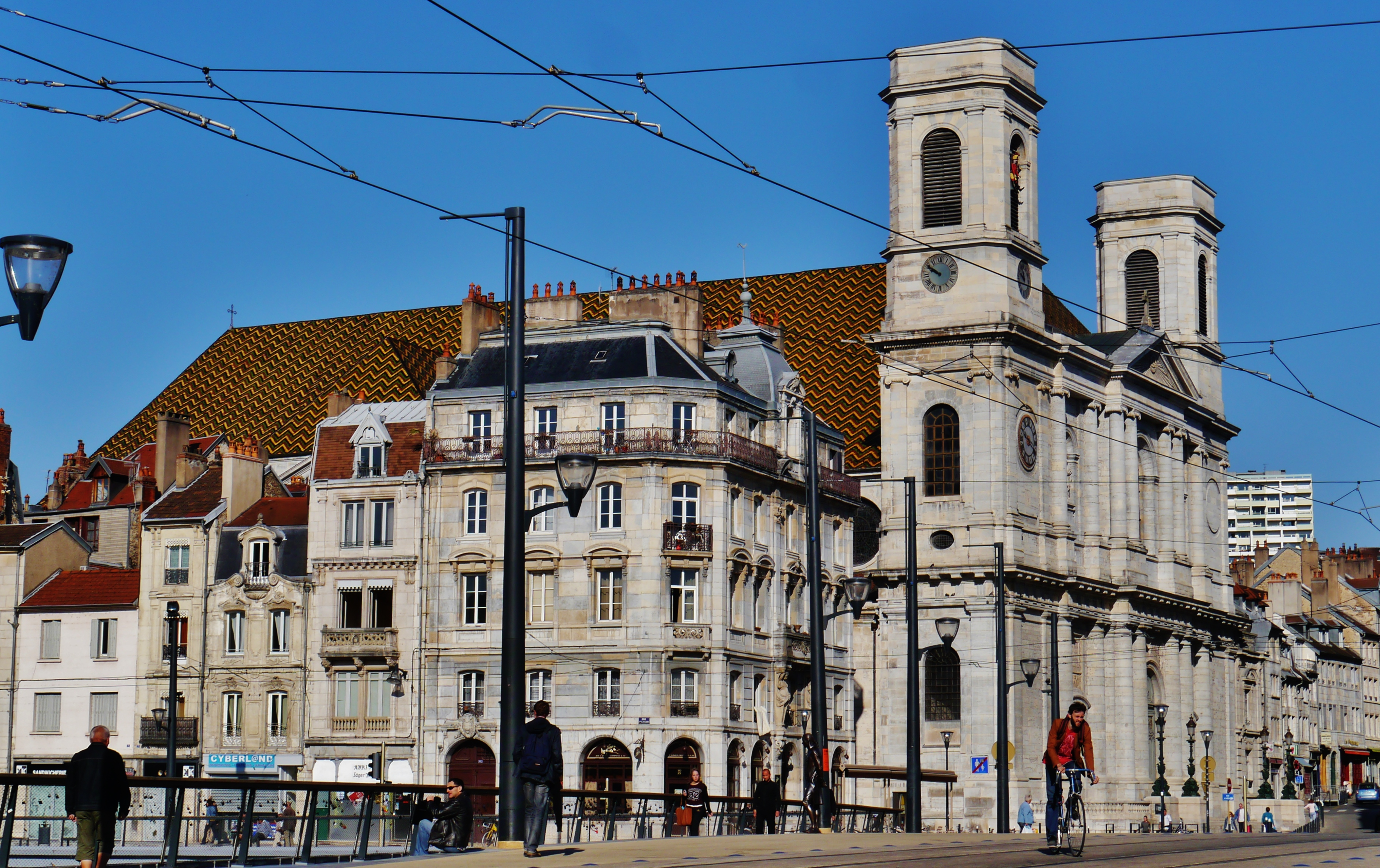
Kerk Sainte-Madeleine
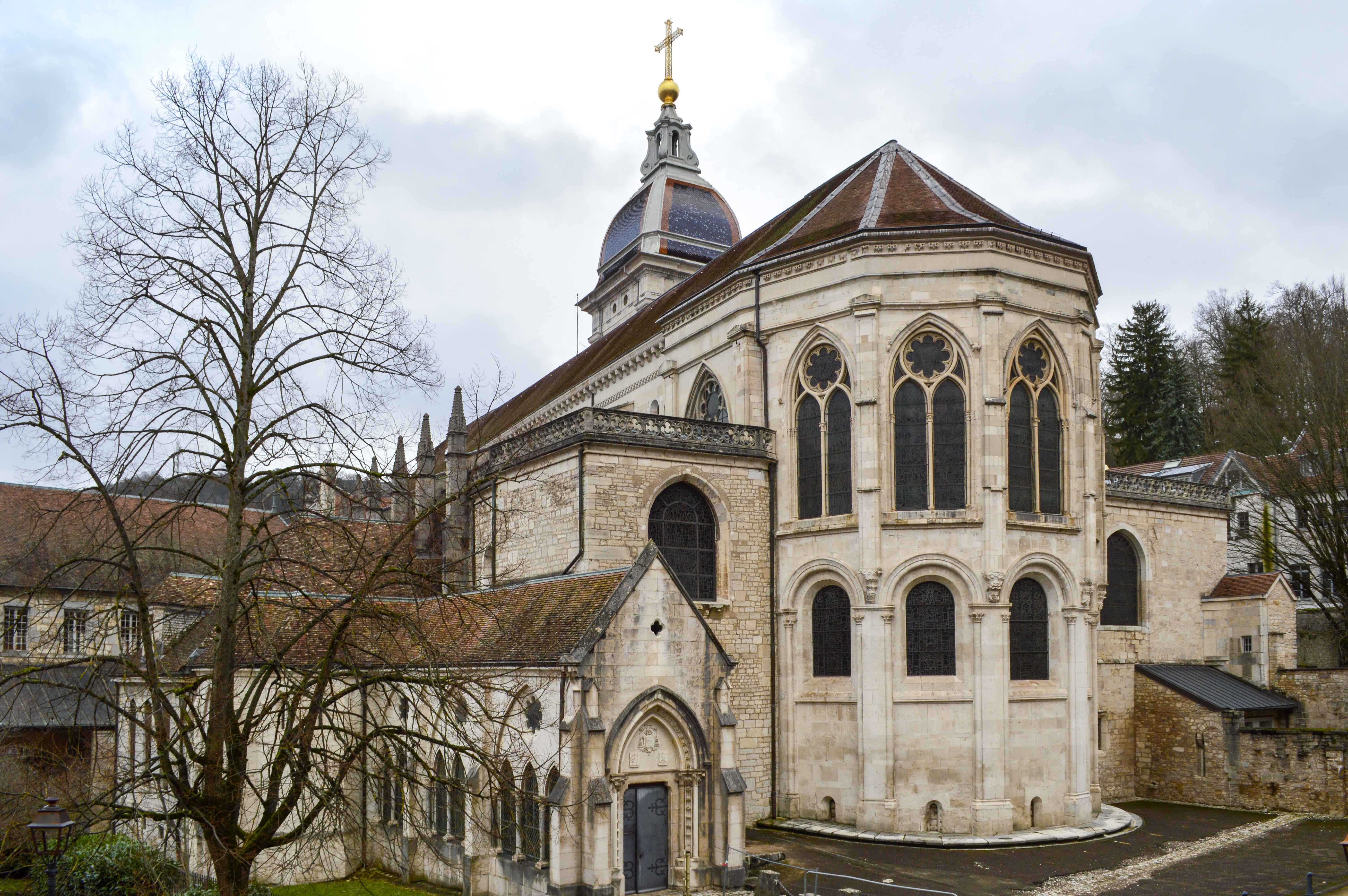
Sint-Janskathedraal

#### Civiele gebouwen
Het Granvellepaleis is een paleis uit de renaissancearchitectuur gebouwd van 1533 tot 1542 voor Nicolas Perrenot de Granvelle, kanselier en zegelbewaarder van keizer Karel V.
Het stadhuis van Besançon is een ander gebouw uit de renaissancearchitectuur. Het werd gebouwd in 1393, maar werd gewijzigd en vergroot in 1573.
Het Paleis van Justitie werd tussen 1582 en 1587 gebouwd door de architect Hugues Sambin en heeft een gevel in renaissancestijl.
De Quai Vauban werd tussen 1691 en 1695 gebouwd door de ingenieur Isaac Robelin. Het is een monumentale groep huizen met arcaden aan de oevers van de Doubs. Het Grenier is een graanopslagplaats tijdens het ancien régime.

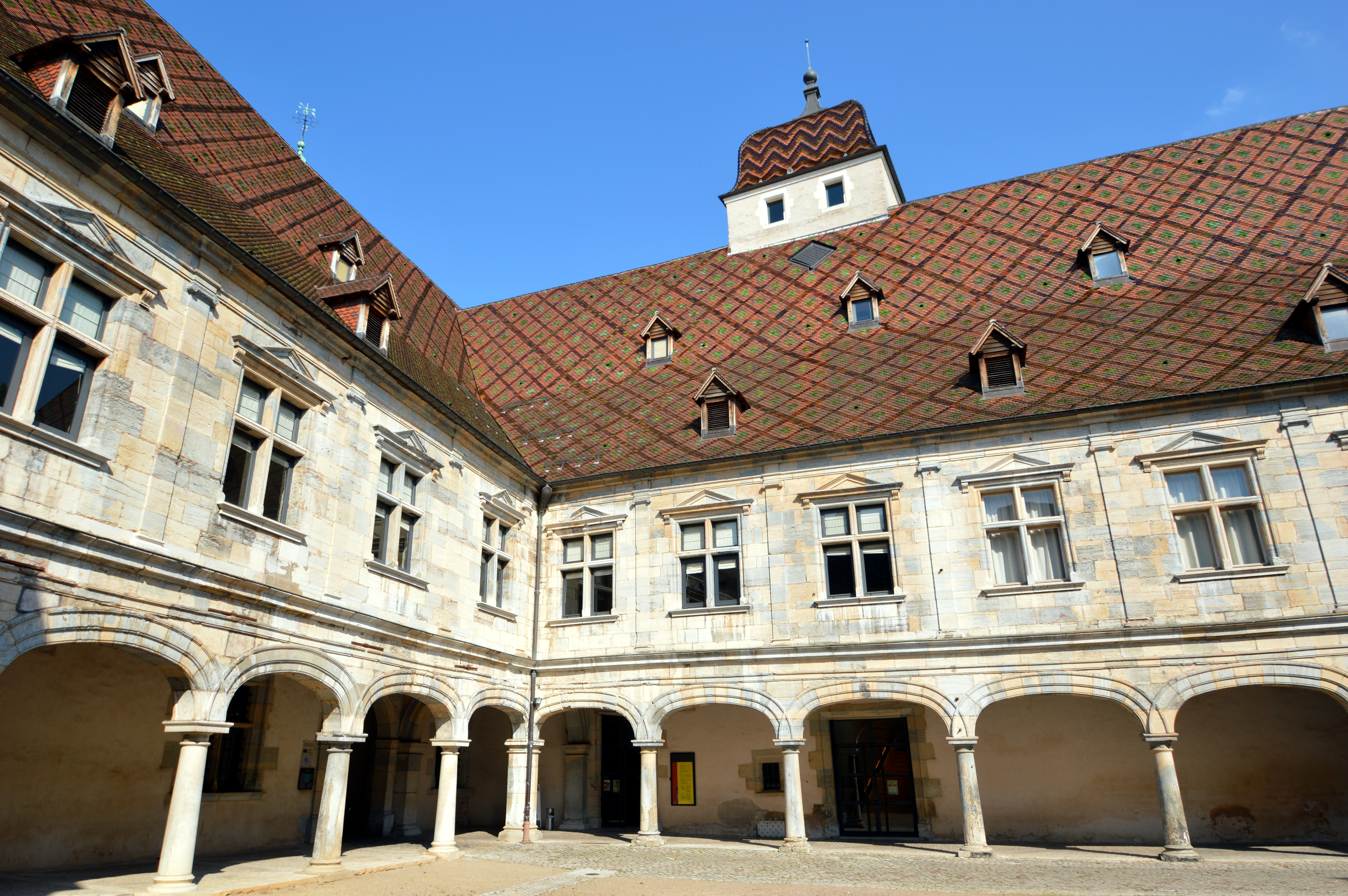
Granvellepaleis
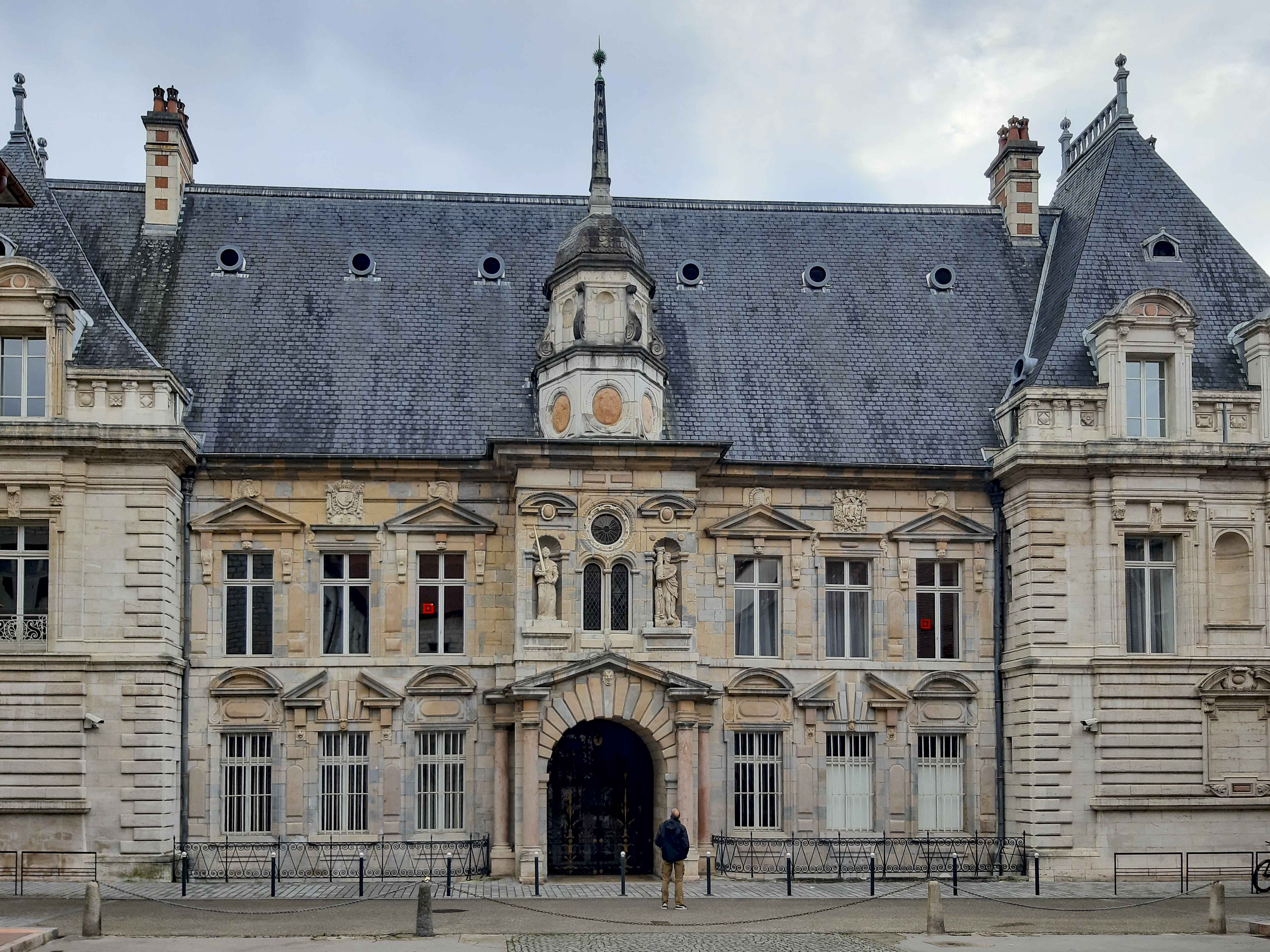
Paleis van Justitie
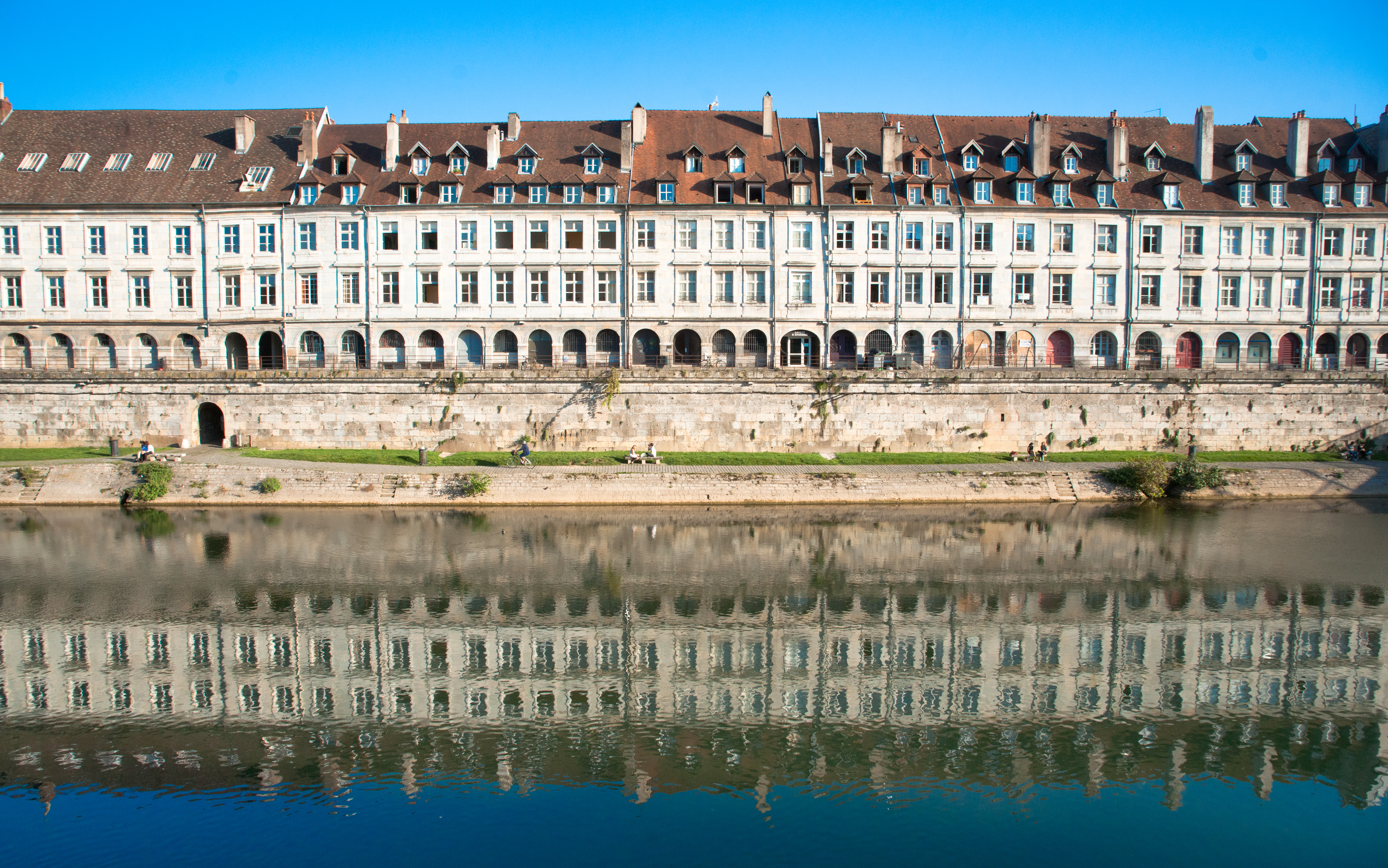
Quai Vauban

### Musea

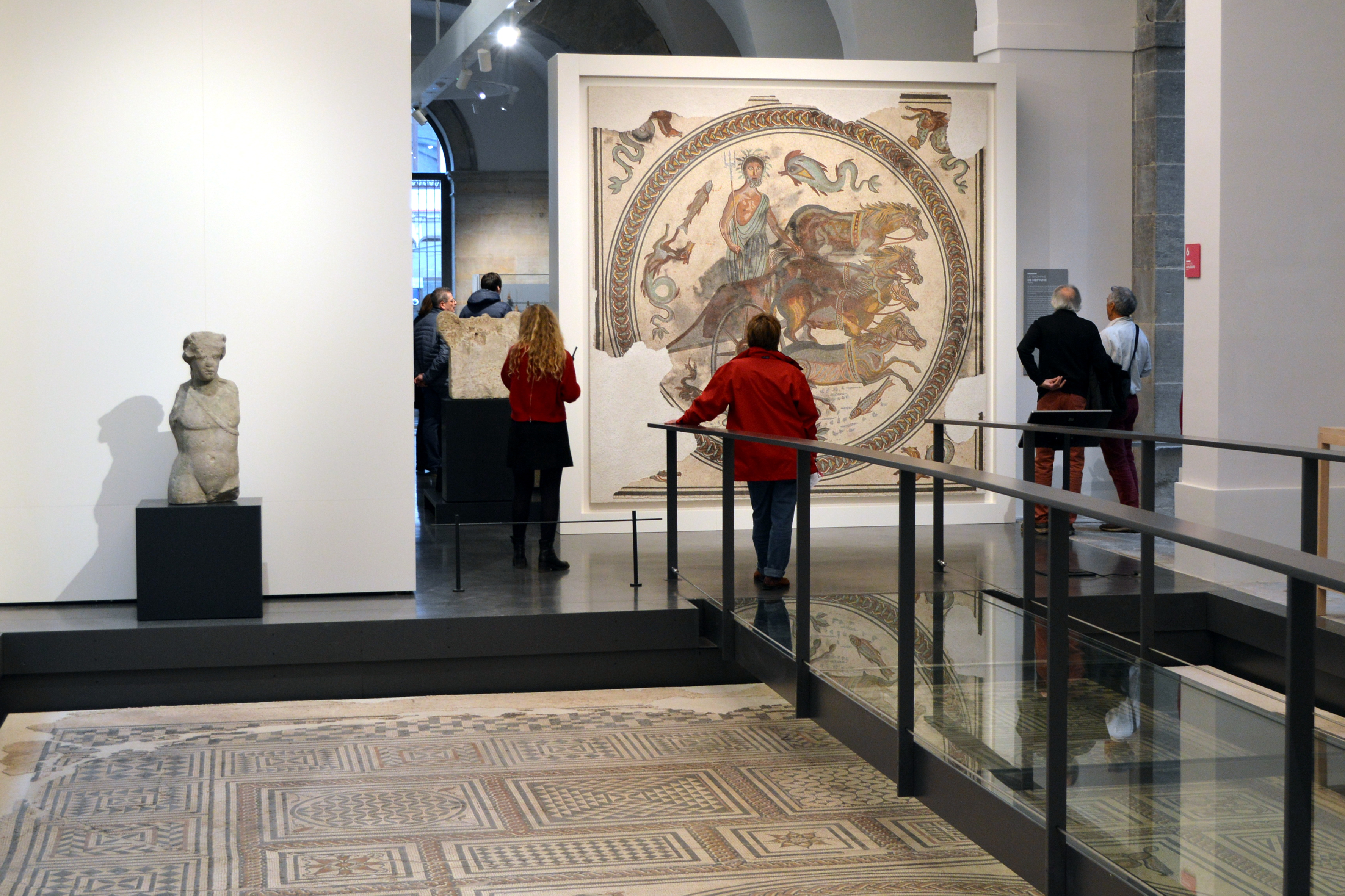
Museum voor Schone Kunsten en Archeologie

De stad kent ook verschillende musea:
- Museum voor Schone Kunsten en Archeologie (Musée des Beaux-Arts et d'Archéologie), met schilderijen, beeldhouwwerken en een archeologische collectie. In de jaren 2010 werd het museum opgeknapt en uitgebreid met een nieuwbouw van architect Adelfo Scaranello.
- Museum van de Tijd (Musée du Temps), in het historische renaissancepaleis Granvelle.
- Museum van het Verzet en de Deportatie (Musée de la Résistance et de la Déportation), in de citadel.[7]
- Natuurhistorisch Museum, in de citadel.
- Museum voor etnografie en regionale geschiedenis van Franche-Comté (Musée Comtois), in de citadel.
- Geboorteplaats van Victor Hugo.
- Regionaal Fonds voor Hedendaagse Kunst (FRAC Franche-Comté).
- Museum van la Madeleine, in de Église Sainte-Madeleine met een collectie over de geschiedenis van de wijk Battant.
- Museum in de voormalige Sint-Jacobskliniek, met 17e-eeuwse apotheek.

### Theaters
- La Rodia, concertgebouw met een groot auditorium met 1.100 zitplaatsen en een club met 320 zitplaatsen.
- Centre dramatique national Besançon Franche-Comté, theater gelegen in de oude hal van het casino.
- Les 2 Scènes, structuur met drie zalen, een theater met 1000 zitplaatsen gebouwd in de 18e eeuw in het stadscentrum volgens de plannen van architect Claude Nicolas Ledoux, een gebouw met twee zalen met 400 en 120 zitplaatsen in de wijk Planoise, en het Kursaal, een Bioscoop met 300 zitplaatsen in het stadscentrum.

### Evenementen
- Internationaal muziekfestival Besançon Franche-Comté, gerenommeerd festival voor klassieke muziek, dat om de twee jaar een wedstrijd voor jonge dirigenten omvat.
- kerstmarkt.
- Bien Urbain, festival voor Street art en hedendaagse kunst.
- Livres dans la boucle, literatuurfestival.

## Verkeer en vervoer

### Autoverkeer
Besançon wordt bediend door de autosnelweg A36 die Bourgondië met de Elzas verbindt. De nationale weg 57 die de stad doorkruist, maakt het mogelijk om Metz, Nancy en Vesoul in het noorden te bereiken, en Pontarlier en de Zwitserse grens in het zuiden.
In 1996 werd een autotunnel onder de citadel geopend en tussen 2003 en 2009 werd in het westen een ringweg rond de stad aangelegd.

### Spoorwegen
In Besançon liggen de spoorwegstations Besançon-la Mouillère en Besançon-Viotte. Het TGV-station Besançon Franche-Comté TGV ligt in de gemeente Les Auxons ernaast. Dit station is met een lokale TER-trein verbonden met het hoofdstation Besançon-Viotte in de stad. Sommige TGV-treinen hebben Viotte als startpunt en stoppen daarna in Besançon-TGV.
Dankzij de TGV zijn de reistijden naar Parijs (2 u 10 min), Lyon (2 u) en vooral Straatsburg (1 u 40 min) korter. Via deze hogesnelheidslijn profiteert Besançon ook van directe verbindingen met Frankfurt am Main (4 uur), Luxemburg, Marseille (3 uur 50 min), Montpellier (3 uur 50 min), Nancy en Nice.

### Stadsvervoer

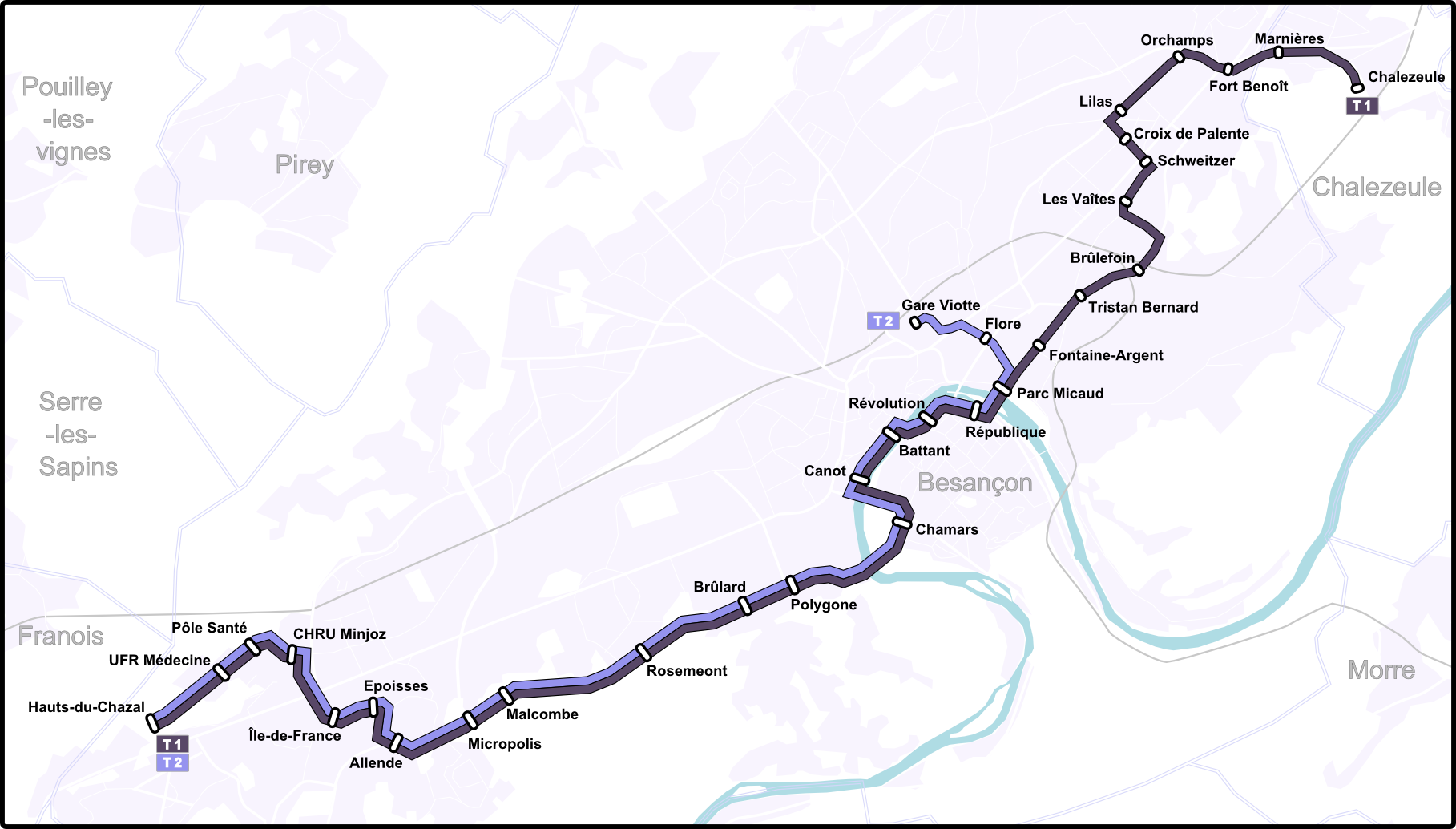
Tramnet van twee lijnen in Besançon

In de stad ligt een tramlijn van 14,5 km lang, die van oost naar west rijdt. Deze lijn is op 30 augustus 2014 geopend. Tramlijn 1 rijdt het langere traject en tramlijn 2 heeft hetzelfde eindpunt in het westen, maar eindigt via een korte zijlijn bij het spoorwegstation Besançon-Viotte. In het oosten is er een kort enkelsporig traject.

## Demografie

### Demografische ontwikkeling
- Bron: INSEE

## Sport
De belangrijkste voetbalclub is Racing Besançon.
Besançon is 20 keer etappeplaats geweest in wielerkoers Ronde van Frankrijk. Daarbij was Besançon 18 keer aankomstplaats van een etappe. Onder meer de Nederlanders Henk Nijdam, Jean-Paul van Poppel en Jeroen Blijlevens wonnen hier etappes. In 1980 vonden er de WK baanwielrennen plaats op de lokale wielerbaan.

## Onderwijs
- Universiteit van Franche-Comté
- École nationale supérieure de mécanique et des microtechniques

## Bekende inwoners van Besançon

### Geboren
- Jean Baptiste Antoine Suard (1732-1817), journalist en essayist, permanent secretaris van de Académie française
- Charles Fourier (1772-1837), socialistisch filosoof
- Charles Nodier (1780-1844), schrijver
- Victor Hugo (1802-1885), schrijver en politicus
- Pierre-Joseph Proudhon (1809-1865), anarchistisch denker
- Constant Mayer (1829-1911), kunstschilder
- Hilaire de Chardonnet (1839-1924), ingenieur en industrieel
- Gebroeders Lumière, filmpioniers
  - Auguste, (1862-1954)
  - Louis, (1864-1948)
- Émile Henriot (1885-1961), scheikundige en natuurkundige
- Jean de Gribaldy (1922-1987), wielrenner
- Harry Thomas (1945-1991), Nederlands muziekproducent en impresario
- Alexandre Chouffe (1974), wielrenner
- Arnaud Maire (1979), voetballer
- Morgan Kneisky (1987), baanwielrenner
- Jean-Charles Valladont (1989), boogschutter
- Jonas Martin (1990), voetballer
- Rémi Pillot (1990), voetballer
- Laura Glauser (1993), handbalster
- Tifany Huot-Marchand (1994), shorttrackster

## Galerij

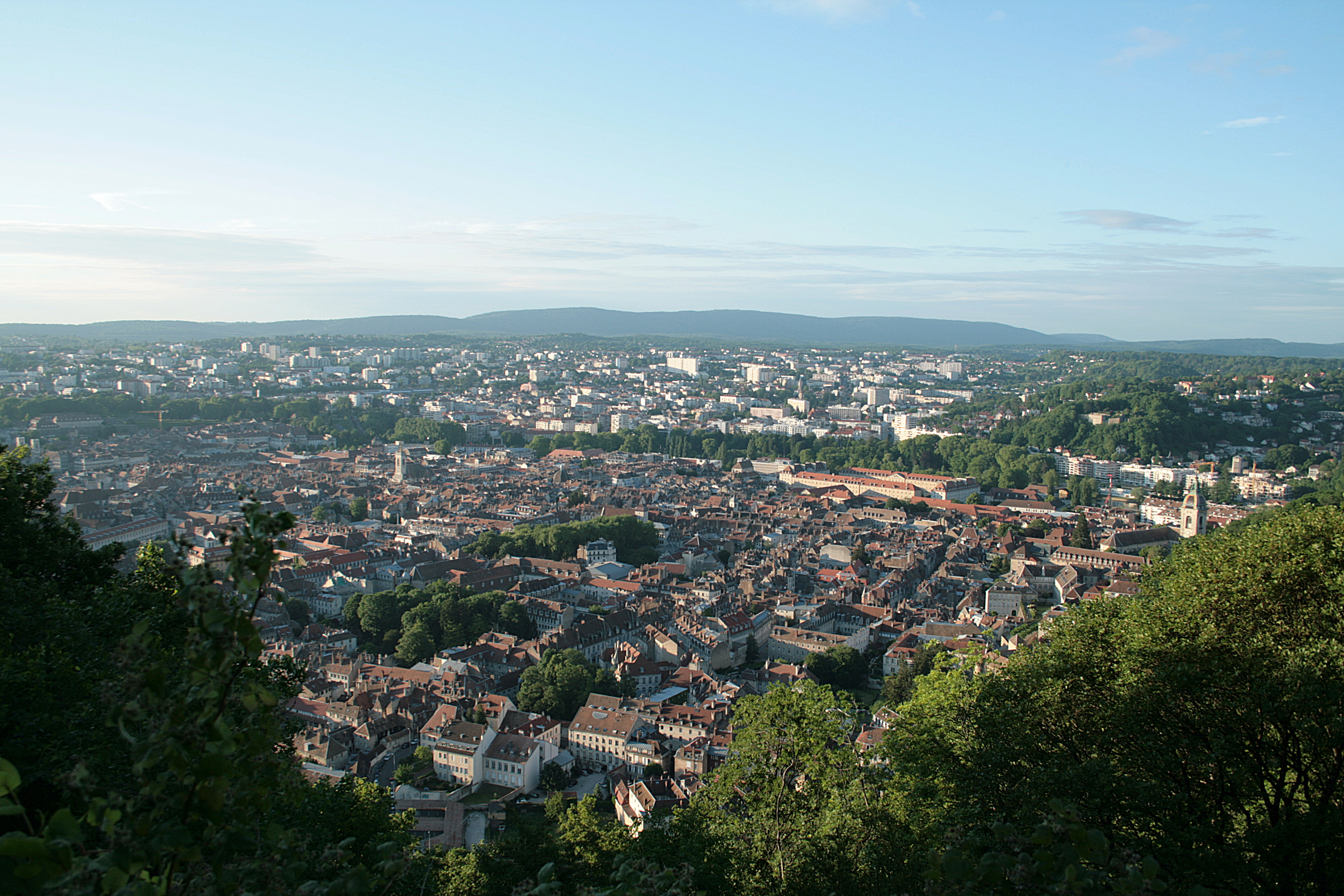
Besançon
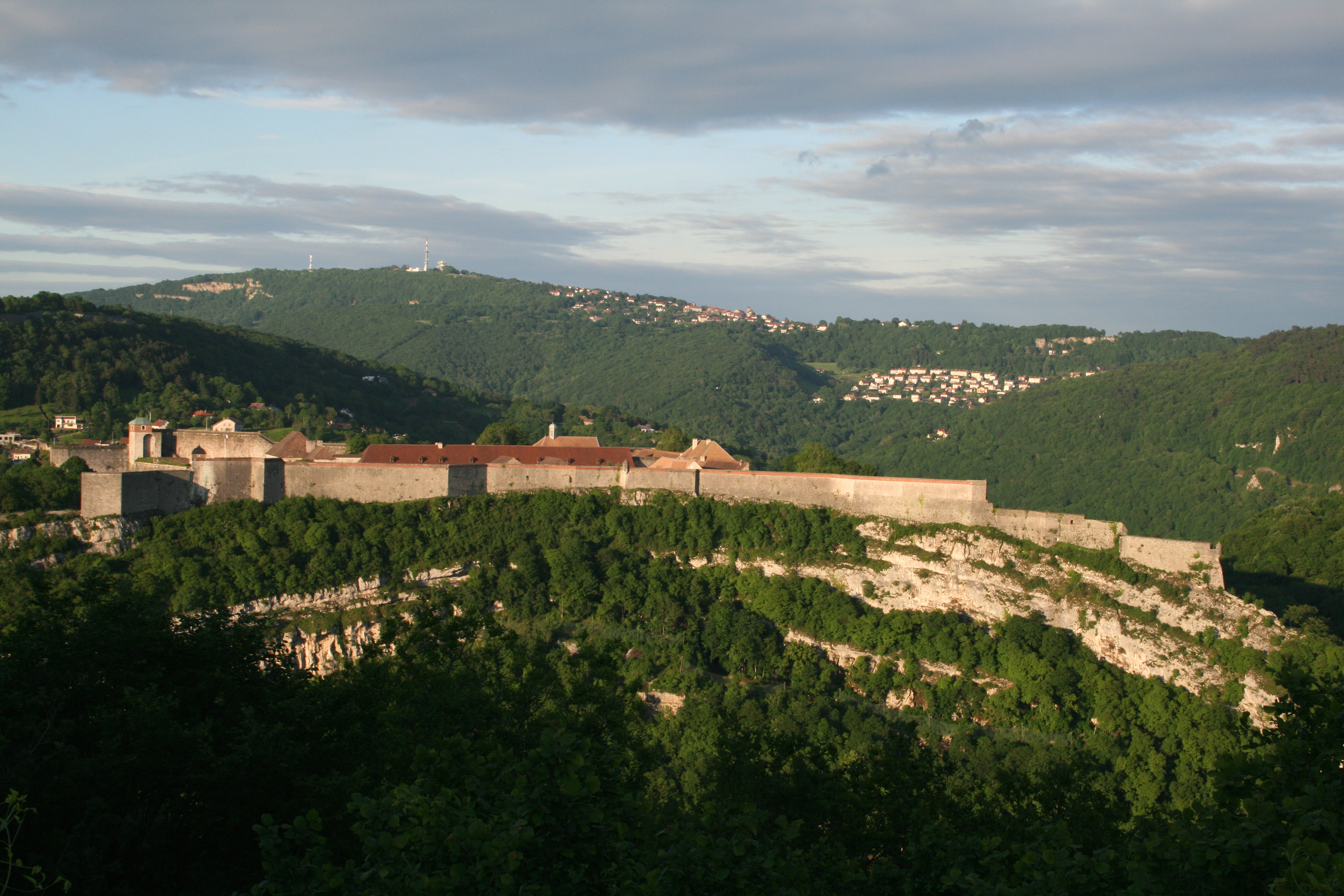
De Citadel
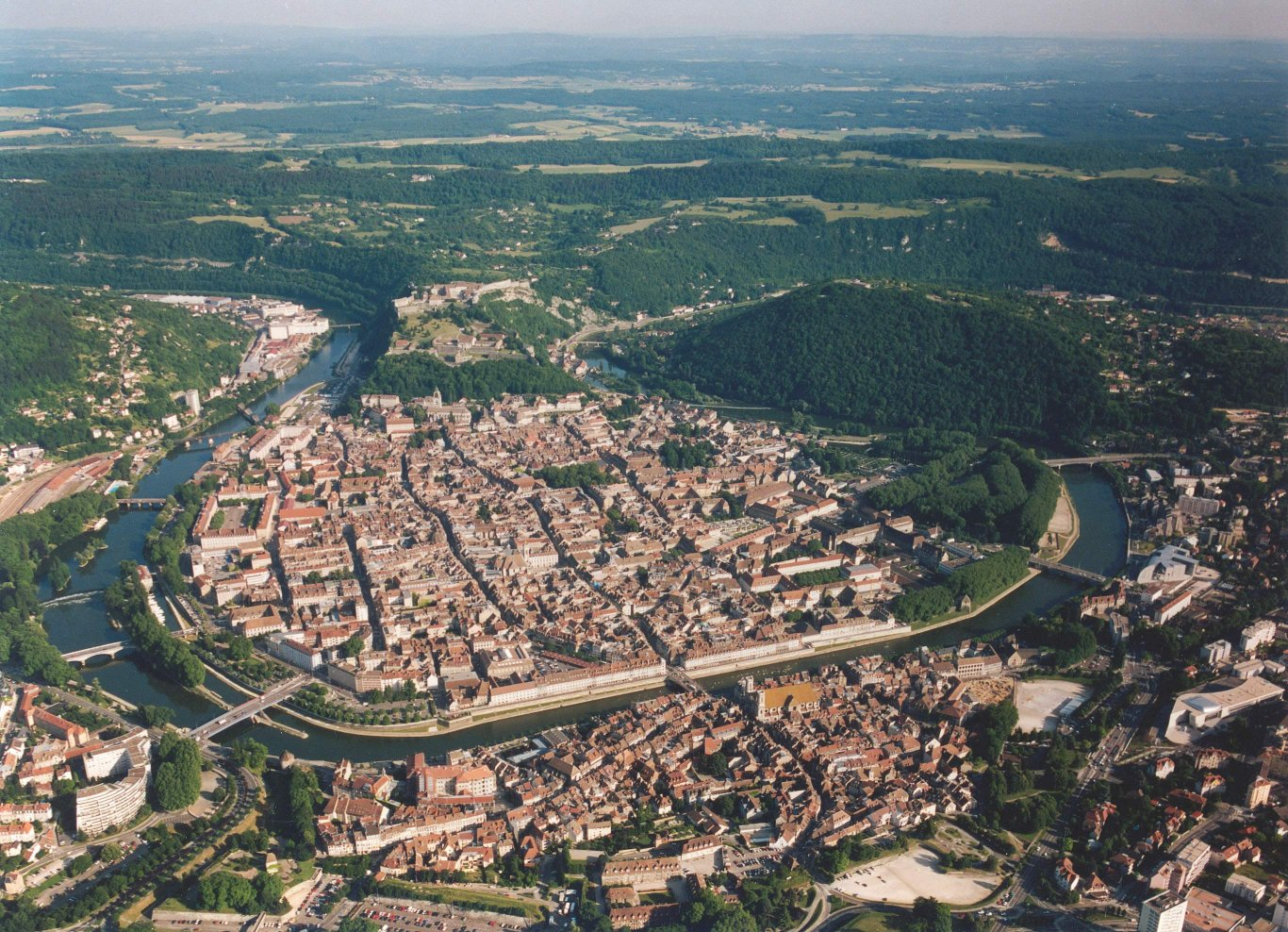
Aan de rivier de Doubs
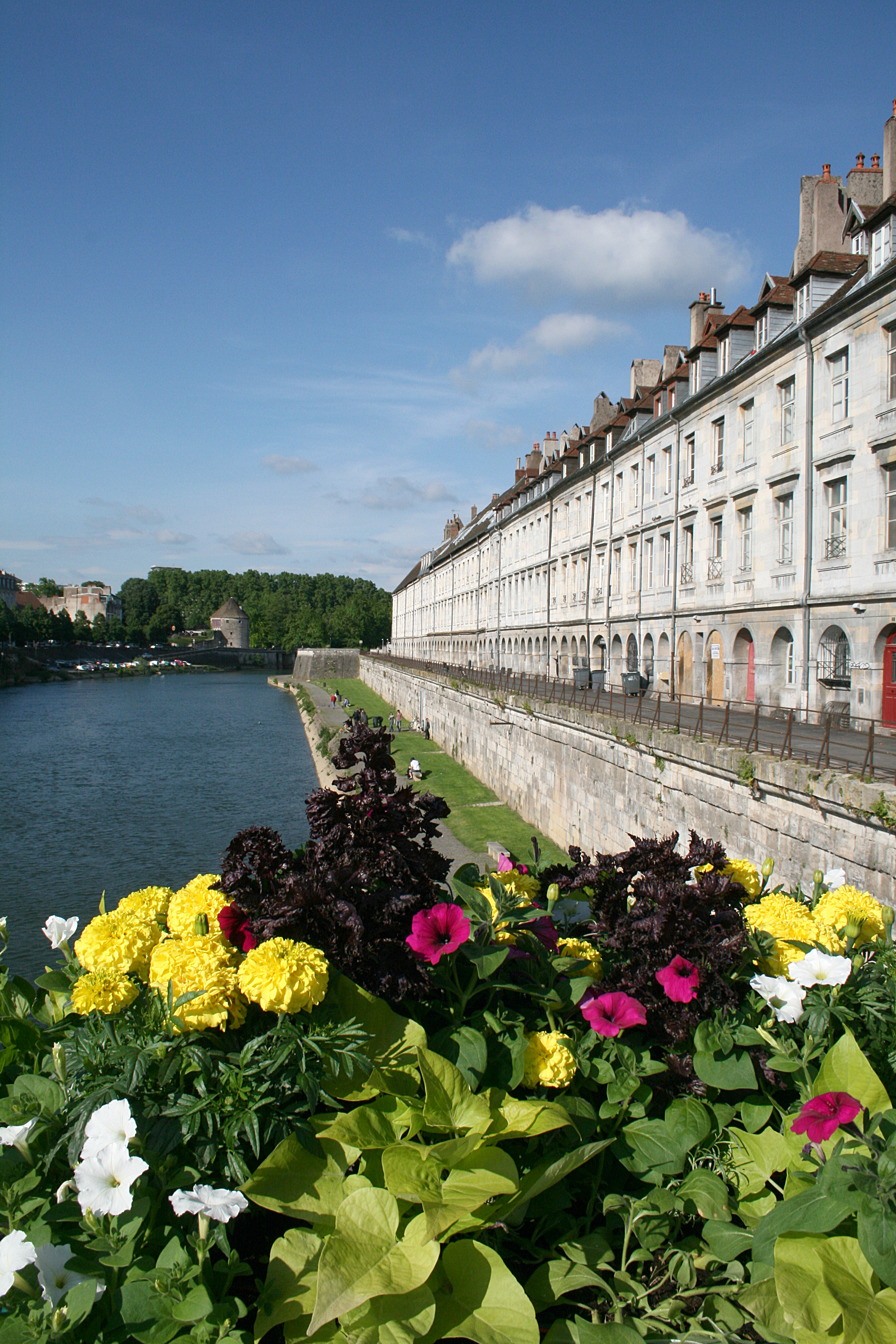
De Doubs en de Quai Vauban

Aix-en-Provence · Amiens · Angers · Argenteuil · Besançon · Bordeaux · Boulogne-Billancourt · Brest · Caen · Clermont-Ferrand · Dijon · Grenoble · Le Havre · Le Mans · Limoges · Lyon · Marseille · Metz · Montpellier · Montreuil · Mulhouse · Nancy · Nantes · Nice · Nîmes · Orléans · Parijs · Perpignan · Reims · Rennes · Rijsel · Rouen · Saint-Denis (Réunion) · Saint-Denis (Seine-Saint-Denis) · Saint-Étienne · Saint-Paul · Straatsburg · Toulon · Toulouse · Tours · Villeurbanne